# Montdauphin
Montdauphin település Franciaországban, Seine-et-Marne megyében. Lakosainak száma 237 fő (2022. január 1.). Montdauphin Vendières, Verdelot, Montolivet és Dhuys-et-Morin-en-Brie községekkel határos.

## Népesség
A település népességének változása:
| Lakosok száma | 238  | 243  | 248  | 246  | 243  | 239  | 236  | 234  | 237  |
|               | 2013 | 2015 | 2016 | 2017 | 2018 | 2019 | 2020 | 2021 | 2022 |